# Canton d'Artenay
Le canton d'Artenay est une ancienne division administrative française du département du Loiret.
Il est créé en 1790 sous la Révolution française et supprimé en 1801 sous le Consulat puis est reformé en 1806 sous la Premier Empire et supprimé à nouveau en 2015 sous la Cinquième République.

## Histoire
Le canton est créé le 10 février 1790 sous la Révolution française. Il est alors inclus dans le district de Neuville.
À la suite de la suppression des districts et de la création des arrondissements qui survient en 1801 (9 vendémiaire, an X) sous le Consulat, le canton est supprimé.

### Évolution de la composition du canton
| Nom            | Année d'intégration | Canton précédent | Année de sortie | Canton suivant                 |
| -------------- | ------------------- | ---------------- | --------------- | ------------------------------ |
| Artenay        | 1790, 1806          | - , Neuville     | 2015            | Meung-sur-Loire                |
| Bucy-le-Roi    | 1790, 1806          | - , Neuville     | 2015            | Meung-sur-Loire                |
| Cercottes      | 1806                | Neuville         | 2015            | Meung-sur-Loire                |
| Chevilly       | 1790, 1806          | - , Neuville     | 2015            | Meung-sur-Loire                |
| Creuzy         | 1790, 1806          | - , Patay        | 1965            | Absorbée par Chevilly et Sougy |
| Gidy           | 1806                | Ingré            | 2015            | Meung-sur-Loire                |
| Huêtre         | 1806                | Patay            | 2015            | Meung-sur-Loire                |
| Lion-en-Beauce | 1790, 1806          | - , Neuville     | 2015            | Meung-sur-Loire                |
| Ruan           | 1790, 1806          | - , Neuville     | 2015            | Meung-sur-Loire                |
| Sougy          | 1806                | Patay            | 2015            | Meung-sur-Loire                |
| Trinay         | 1806                | Neuville         | 2015            | Meung-sur-Loire                |

#### 1790-1801
À sa création sous la Révolution française, le canton est composé des six communes suivantes : Artenay, Bucy-le-Roi, Chevilly, Creuzy, Lion, Ruan. En 1801, le canton d'Artenay est supprimé, toutes ses communes sont reversées dans le canton de Neuville à l'exception de Creuzy reversée dans le canton de Patay.

#### 1806-2015
Sous le Premier Empire, selon le décret impérial du 21 août 1806 intitulé « décret contenant rectification de plusieurs Cantons dont sont composés les Justices de paix du département du Loiret », le canton d'Artenay est réapparaît dans l'arrondissement d'Orléans. Il est composé de dix communes : les six d'origine auxquelles s'ajoutent Gidy issue du canton d'Ingré, Huêtre et Sougy issues du canton de Patay et Trinay issue du canton de Neuville.
En 1965, la commune de Creuzy est absorbée par les communes de Chevilly et Sougy, le canton ne compte donc plus que 10 communes.

### Liste des conseillers généraux successifs (1833 à 2015)
| Période                                  | Période          | Identité                                            | Étiquette            | Qualité |
| ---------------------------------------- | ---------------- | --------------------------------------------------- | -------------------- | --- |
| 1806                                     | 1833             | pas de conseillers généraux dans chaque canton      |                      | |
| 10 novembre 1833                         | 1844 (décès)     | Jacques Parfait Eustase Darblay fils (1787-1844)    |                      | Maître de poste, propriétaire, maire de Chevilly                                                                                       |
| 18 août 1844                             | 1848             | Charles Michel Lefebvre (1797-1859)                 |                      | Cultivateur Maire d'Artenay |
| 1848                                     | 1864             | Jean Germain Guillaume Désiré Courtois (1812-1898)  |                      | Propriétaire, cultivateur |
| 19 juin 1864                             | 1894 (décès)     | Jules Darblay (1817-1894) (fils de Jacques Darblay) | Droite               | Propriétaire, maître de poste Président du comice agricole de l'arrondissement d'Orléans Maire de Chevilly                             |
| 16 décembre 1894                         | 1927 (décès)     | Louis Darblay (fils du précédent)                   | Républicain National | Propriétaire Vice-président puis président du syndicat des agriculteurs du Loiret Député du Loiret de 1901 à 1906, puis de 1919 à 1924 |
| 1927                                     | 1940             | Jean Darblay (fils du précédent)                    | URD                  | Propriétaire Maire de Chevilly mandat interrompu en 1940 Nommé conseiller départemental en 1943                                        |
| 1940                                     | 1945             | Seconde Guerre mondiale                             |                      | |
| 1945                                     | 1949             | Jean Darblay                                        | RI                   | Propriétaire agriculteur Maire de Chevilly                                                                                             |
| 1949                                     | 1957 (décès)     | Adrien Godard                                       | CNIP                 | Propriétaire à Artenay |
| 31 mars 1957                             | 1961             | Bernard Malon                                       | DVD                  | Notaire à Artenay |
| 1961                                     | 1971 (démission) | Jean-Claude Aldebert                                | DVG puis FGDS        | Vétérinaire Maire d'Artenay (1969-1971)                                                                                                |
| 21 février 1971                          | 1979             | Roger Lacombe                                       | DVD                  | Médecin, maire d'Artenay |
| 1979                                     | 1998             | José Cardona (1919-2004)                            | DVG                  | Maire d'Artenay (1978-2001) |
| 1998                                     | 2011             | Philippe Paillet                                    | DVD                  | Maire de Chevilly (1989-2008) Vice-président du conseil général                                                                        |
| 2011                                     | 2015             | Pascal Gudin                                        | DVD                  | Fonctionnaire Maire d'Artenay (2008-2020)                                                                                              |
| Les données manquantes sont à compléter. |                  |                                                     |                      | |

### Résultats électoraux
- Élections cantonales de 2004 : Philippe Paillet (Divers droite) est élu au 2e tour avec 37,91 % des suffrages exprimés, devant Pascal Gudin (Divers) (23,42 %) et Monique Chicot (PRG) (23,4 %). Le taux de participation est de 67,5 % (4 224 votants sur 6 258 inscrits)[15].
- Élections cantonales de 2011 : Pascal Gudin (Divers droite) est élu au 2e tour avec 50,39 % des suffrages exprimés, devant Philippe Paillet  (Divers droite) (49,61 %). Le taux de participation est de 46,13 % (2 897 votants sur 6 280 inscrits)[16].

### Conseillers d'arrondissement (de 1833 à 1940)
| Période                                  | Période      | Identité                             | Étiquette       | Qualité |
| ---------------------------------------- | ------------ | ------------------------------------ | --------------- | --- |
| 1833                                     | 1842         | Louis Frédéric Leluc (1770-1845)     |                 | Propriétaire, cultivateur, marchand de vin, maire d'Artenay                                                 |
| 1842                                     | 1848         | Toussaint Jourdan-Gallard            |                 | Maitre de poste à Artenay                                                                                   |
| 1848                                     |              | Paul Darblay (1814-1854)             |                 | Maitre de la poste aux chevaux, maire de Chevilly                                                           |
|                                          |              |                                      |                 | |
| 1877                                     | 1883         | Charles Raphaël Lefebvre (1825-1902) |                 | Propriétaire éleveur à la Ferme de la Grange à Artenay                                                      |
|                                          |              |                                      |                 | |
|                                          | 1919         | M. Labbé                             | Conservateur    | Maire d'Artenay                                                                                             |
| 1919                                     | 1926 (décès) | M. Gaborit                           | Radical         | Conseiller municipal d'Artenay                                                                              |
| 1926                                     | 1931         | Joseph Baranger                      | Union nationale | Agriculteur, maire de Trinay                                                                                |
| 1931                                     | 1940         | Robert Viron                         | Union nationale | Maire de Ruan                                                                                               |
| 1940                                     |              |                                      |                 | Les conseils d'arrondissement ont été suspendus par la loi du 12 octobre 1940 et n'ont jamais été réactivés |
| Les données manquantes sont à compléter. |              |                                      |                 | |

## Géographie

### Composition
À sa disparition en 2015, le canton d'Artenay, d'une superficie de 196,87 km2, est composé de dix communes
. Il comptait 9985 habitants en 2014.
| Nom            | Code Insee | Intercommunalité           | Superficie (km2) | Population (dernière pop. légale) | Densité (hab./km2) |
| -------------- | ---------- | -------------------------- | ---------------- | --------------------------------- | ------------------ |
| Artenay        | 45008      | CC de la Beauce Loirétaine | 20,50            | 1 820 (2014)                      | 89                 |
| Bucy-le-Roi    | 45058      | CC de la Beauce Loirétaine | 4,58             | 176 (2014)                        | 38                 |
| Cercottes      | 45062      | CC de la Beauce Loirétaine | 24,24            | 1 411 (2014)                      | 58                 |
| Chevilly       | 45093      | CC de la Beauce Loirétaine | 41,76            | 2 739 (2014)                      | 66                 |
| Gidy           | 45154      | CC de la Beauce Loirétaine | 23,91            | 1 793 (2014)                      | 75                 |
| Huêtre         | 45166      | CC de la Beauce Loirétaine | 13,15            | 277 (2014)                        | 21                 |
| Lion-en-Beauce | 45183      | CC de la Beauce Loirétaine | 7,00             | 144 (2014)                        | 21                 |
| Ruan           | 45266      | CC de la Beauce Loirétaine | 16,26            | 210 (2014)                        | 13                 |
| Sougy          | 45313      | CC de la Beauce Loirétaine | 28,25            | 847 (2014)                        | 30                 |
| Trinay         | 45330      | CC de la Beauce Loirétaine | 17,22            | 234 (2014)                        | 14                 |

### Démographie

#### Évolution démographique
En 2012, le canton comptait 9 395 habitants.
| 1962  | 1968  | 1975  | 1982  | 1990  | 1999  | 2006  | 2011  | 2012  |
| ----- | ----- | ----- | ----- | ----- | ----- | ----- | ----- | ----- |
| 5 801 | 5 846 | 6 758 | 8 097 | 8 297 | 8 251 | 8 395 | 9 254 | 9 395 |

#### Âge de la population
La pyramide des âges, à savoir la répartition par sexe et âge de la population, du canton d'Artenay en 2009 ainsi que, comparativement, celle du département du Loiret la même année sont représentées avec les graphiques ci-dessous.
La population du canton comporte 49,9 % d'hommes et 50,1 % de femmes. Elle présente en 2009 une structure par grands groupes d'âge légèrement plus jeune que celle de la France métropolitaine. 
Il existe en effet 131 jeunes de moins de 20 ans pour cent personnes de plus de 60 ans, soit un indice de jeunesse de 1,31, alors que pour la France cet indice est de 1,06. L'indice de jeunesse du canton est également supérieur à celui  du département (1,1) et à celui de la région (0,95).
| Hommes | Classe d’âge | Femmes |
| ------ | ------------ | ------ |
| 0,4    | 90 ans ou +  | 0,9    |
| 5,6    | 75 à 89 ans  | 7,9    |
| 12,4   | 60 à 74 ans  | 12,3   |
| 21,3   | 45 à 59 ans  | 20,2   |
| 23,0   | 30 à 44 ans  | 22,2   |
| 16,5   | 15 à 29 ans  | 15,4   |
| 20,9   | 0 à 14 ans   | 21,0   |

| Hommes | Classe d’âge | Femmes |
| ------ | ------------ | ------ |
| 0,4    | 90 ans ou +  | 1,1    |
| 6,6    | 75 à 89 ans  | 9,5    |
| 13,4   | 60 à 74 ans  | 13,9   |
| 20,1   | 45 à 59 ans  | 20,0   |
| 20,3   | 30 à 44 ans  | 19,5   |
| 19,3   | 15 à 29 ans  | 17,7   |
| 19,9   | 0 à 14 ans   | 18,2   |

### Statistiques
|    | Labours | Labours | Prés | Prés | Vignes | Vignes | Bois | Bois | Divers | Divers | Total |
| -- | ------- | ------- | ---- | ---- | ------ | ------ | ---- | ---- | ------ | ------ | ----- |
| ha | %       | ha      | %    | ha   | %      | ha     | %    | ha   | %      | ha     |       |
|    |         |         |      |      |        |        |      |      |        |        |       |